# Affaire des allégations de viol de Kényanes par des soldats britanniques
 (août 2014).
 (septembre 2019).
Des soldats britanniques ayant participé à des manœuvres au Kenya, ont été accusés d’avoir violé des centaines de Kényanes sur une période allant du début des années 1970 à 2003. L'armée a été mise hors de cause le 14 décembre 2006 par une enquête de la police militaire royale (SIB-RMP).

## Les faits reprochés
Depuis l'indépendance, le Royaume-Uni et le Kenya ont passé des accords de défense qui permettent aux forces armées britanniques d'entraîner des militaires au Kenya. Ainsi, environ 4 000 soldats y sont envoyés chaque année en formation.
Les femmes accusaient des soldats britanniques de les avoir violées lors de manœuvres militaires et certains de ces cas remontaient aux années 1970. Ces accusations étaient appuyées par des preuves issues des autorités policières et médicales kényanes.
En 2003, de nombreuses femmes kényanes ont manifesté devant le Haut-commissariat britannique à Nairobi pour demander des réparations en exhibant des bébés métis, censés être la preuve des viols dont elles auraient été victimes.
Six cent quatre-vingt-cinq de ces femmes sont représentées par le défenseur britannique des droits de l'homme, Martyn Day, qui avait déjà contraint le gouvernement britannique à indemniser les victimes Kényanes des munitions non-explosées des champs de tir. Il réclame 30 000 livres sterling par victime (environ 60 000 dollars américains, à comparer à un PIB annuel par habitant de 1 100 USD), soit plus de 20 millions de livres sterling à l'armée britannique au titre de dommages-intérêts.

## L'enquête de la police militaire
Les enquêteurs (12 à 18 personnes) ont interviewé 2 187 femmes kényanes, appartenant aux ethnies Masaï et Samburu, ayant déclaré avoir été violées. Parmi elles, les enquêteurs ont isolé 281 cas, jugés plus crédibles et ont procédé à des entretiens avec les plaignantes et avec les anciens militaires accusés de viols. Les enquêteurs ont également fait procéder à des tests ADN pour comparer les filiations.
L'enquête a couvert une période de 55 années et aurait coûté trois millions de livres sterling aux contribuables britanniques.

## Les conclusions
L'enquête britannique a conclu que les enfants censés être les preuves du viol étaient le résultat de relations consentantes ou de viols pratiqués par des hommes ne faisant pas partie de l'armée britannique. Les enquêteurs relèvent l'absence de preuves à l'appui de ces accusations. L'enquête rejette également les accusations de complicité et de connivences envers la hiérarchie militaire britannique.
Un porte-parole du ministère de la Défense britannique a également révélé que « la plupart des informations fournies par la police kényane et par les autorités médicales semblent avoir été fabriquées ».
Selon le journal britannique The Times, une des femmes qui avait participé aux manifestations a reconnu n'y avoir participé qu'après la promesse de fortes rétributions.

## Réactions
Le gouvernement kényan n'a fait aucun commentaire sur les résultats de l'enquête.
Le président du conseil du comté des Samburu, Fabian Lolosoli, a déclaré : « Les investigations ont été conduites de façon à refuser la justice aux victimes ».

## Sources
- Soldats britanniques innocentés, RFI, 14 décembre 2006
- (en) British military inquiry rejects Kenya rape claims, Guardian, 14 décembre 2006
- (en) New evidence backs rap' by soldiers, Guardian, 14 décembre 2006
- (en) British soldiers cleared of rapes in Kenya , Guardian, 15 décembre 2006
- (en) British soldiers cleared of tribal rapes after £3m inquiry finds forged records, The Times, 14 décembre 2006
- (en) Trail of tears as troops rape Kenyan Women, Standard Digital News (Kenya), 12 février 2014
- (en) Violence and Gender in the Globalized World: The Intimate and the Extimate - Sanja Bahun-Radunović, V.G. Julie Rajan - Editions Ashgate (2008)
- (en) Women and Child Abuse - Par John Chibaya Mbuya -  (ISBN 0620354976) (Etude de cas n°44) (2009)
- (en) Justice for Victims: Perspectives on Rights, Transition and Reconciliation - Inge Vanfraechem, Antony Pemberton, Felix Mukwiza Ndahinda -  (ISBN 9780415634335) (2014)